# Вилков, Анатолий Иванович
Анато́лий Ива́нович Вилко́в (17 июня 1949, Хабаровск — 29 октября 2020	) — советский и российский общественный и государственный деятель, академик Российской академии художеств, заслуженный деятель искусств РФ, действительный государственный советник РФ 3 класса.

## Биография
В 1971 году окончил художественно-графический факультет Хабаровского государственного педагогического института, (ныне Педагогический институт Тихоокеанского государственного университета).
1971—1972 — служил в Советской Армии.
1972—1987 — на освобождённой комсомольской работе: избирался вторым, первым секретарём Железнодорожного РК ВЛКСМ г. Хабаровска; вторым секретарём Обкома ВЛКСМ Еврейской автономной области. С 1980 года работает в Москве — инструктор, ответорганизатор Отдела культуры ЦК ВЛКСМ.
1987—1991 — инспектор Отдела науки, культуры и здравоохранения Комитета народного контроля СССР. Освобождён от занимаемой должности в связи с упразднением КНК СССР.
1991—1995 — ген. директор реставрационного предприятия «Арбис».
1995 — секретарь правления Профессионально-творческого союза художников и графиков России. В этом же году по приглашению руководителя Федеральной службы России по сохранению культурных ценностей П. В. Хорошилова возглавил Экспертно-организационное управление. Руководство деятельностью федеральной службы осуществляло Правительство РФ.
В 1997—2004 — руководитель Департамента по сохранению культурных ценностей Министерства культуры РФ. Департамент был создан в центральном аппарате министерства в целях исполнения полномочий упразднённой Федеральной службы России по сохранению культурных ценностей.
В 2001 году был назначен членом коллегии Министерства культуры Российской Федерации.
2004—2007 — заместитель руководителя Федеральной службы по надзору за соблюдением законодательства в сфере массовых коммуникаций и охране культурного наследия (Росохранкультура). Курировал вопросы контроля и надзора в сфере охраны объектов культурного наследия и сохранения культурных ценностей. Служба находилась в ведении Министерства культуры и массовых коммуникаций РФ.
2007—2008 — заместитель руководителя Федеральной службы по надзору в сфере массовых коммуникаций, связи и охраны культурного наследия (Россвязьохранкультура). Руководство деятельностью службы осуществляло Правительство РФ.
После утверждения Президентом РФ новой структуры Правительства РФ освобождён от должности в связи с её сокращением.
2007 — член-корреспондент Российской академии художеств.
2009 — пенсионер федерального значения.
2016 — академик Российской академии художеств.

## Общественная и государственная деятельность
В 1974—1991 — состоял в КПСС.
В 1974—1976 — член Комитета народного контроля Железнодорожного района г. Хабаровска.
В 1976—1977 — депутат Железнодорожного районного Совета депутатов трудящихся г. Хабаровска.
В 1980-87 годах, являясь представителем Отдела культуры ЦК ВЛКСМ в молодежных секциях Союза художников СССР , Союза художников РСФСР, Академии художеств СССР, Союза архитекторов СССР, принимал активное участие в становлении и развитии творческой молодёжи, организации всесоюзных, всероссийских и зарубежных выставок молодых художников и архитекторов.
В 1987—1991 — курировал вопросы музейного дела и охраны культурно-исторического наследия в КНК СССР.
Работая на высших должностях в федеральных органах исполнительной власти РФ, внёс значительный вклад в развитие федеральной государственной системы контроля и надзора в сфере охраны культурного наследия, сохранности музейного, архивного и библиотечного фондов. Заложил практическую основу реализации общепризнанных принципов и норм международного права в сфере оборота, сохранения и защиты культурных ценностей. Действительный государственный советник РФ 3 класса.
В 2009—2012 годах — член Комиссии РФ по делам ЮНЕСКО.
Инициатор поправки в таможенное законодательство РФ, освобождающей от уплаты таможенных пошлин и налогов культурные ценности, ввозимые физическими лицами для личного пользования, что во многом способствовало притоку в Россию предметов искусства и антиквариата, развитию коллекционирования, возрождению частных музеев и галерей.
Выступает за либерализацию гражданского оборота движимых культурных ценностей, расширение международной выставочной деятельности. «Я считаю, что должна быть экспансия нашего искусства на Запад, мы должны завоевывать Запад нашим искусством, а не ограничивать наше искусство территорией своей страны».

Основатель корпуса аттестованных экспертов, имеющих право проведения экспертизы культурных ценностей для потребностей антикварно-художественного рынка и коллекционирования, первый председатель аттестационной комиссии Россвязьохранкультуры. Отмечая важную роль экспертов он говорил: 
«Аттестованные Россвязьохранкультурой эксперты — это новые игроки на арт-рынке, которые будут способствовать его открытости, защите покупателя и продавца». 
Под руководством Вилкова создана система учёта, регистрации и поиска похищенных культурных ценностей позволяющая идентифицировать произведения искусства в случае их появления на отечественном или зарубежном антикварных рынках и обеспечивать меры по восстановлению законных прав собственников (ЭРПАС). Межведомственный механизм поиска и возвращения похищенных или незаконно вывезенных культурных ценностей позволил действовать не только в рамках уголовно-процессуального права, но и в сфере частно-правовых отношений.
В результате информационно-поисковой и экспертной работы в течение 1997—2008 годов в Россию было возвращено свыше шести с половиной тысяч произведений искусства и архивных материалов, обнаруженных в 26 странах мира. Среди них: памятники древнерусского искусства XV—XVII веков — иконы «Богоматерь Одигитрия», «Святые Борис и Глеб», «Сошествие во ад» из Устюженского краеведческого музея Вологодской области; икона «Преображение  Господне» из старообрядческого кафедрального Покровского собора при Рогожском кладбище в Москве; произведения И. Айвазовского, К. Коровина, И. Репина, Н. Фешина из Сочинского художественного музея; полотно Г. Семирадского из Таганрогского художественного музея; работы художников П. Филонова, И. Прянишникова, М. Врубеля из Русского музея, Третьяковской галереи, Приморской государственной картинной галереи; портреты графини Н. А. Зубовой (дочери генералиссимуса А. В. Суворова) и её мужа графа Н. А. Зубова конца конца XVIII в., а также портрет барона П. Рокасовского XIX в. кисти К. Маковского, похищенные из Республиканского музея изобразительных искусств в Грозном.
В Музей российской гвардии Государственного Эрмитажа передано Георгиевское знамя л.-гв. Гренадерского полка, долгие годы хранившееся в музее Королевской гвардии в Лондоне. В государственный архивный фонд возвращены указы и рескрипты российских императоров от Петра I до Николая II, а также переписка Александра II с Екатериной Долгорукой. В Российскую национальную библиотеку в Санкт-Петербурге возвращён похищенный ранее уникальный альбом Д. Одюбона «Птицы Америки».
В 2018 году, в 100-летнюю годовщину гибели царской семьи, А. И. Вилков передал в дар Эрмитажу портрет Николая II работы неизвестного художника конца XIX — начала XX века. Портрет, который до 1918 года находился в музее лейб-гвардии Семёновского полка, вошёл в постоянную экспозицию «Музея гвардии» Отдела «Арсенал»
Вилков инициатор издания и член редакционного совета многотомного сводного каталога культурных ценностей, похищенных и утраченных в период Второй мировой войны, подготавливаемого сотрудниками государственных музеев, архивов и библиотек. Работа с каталогом позволила обнаружить и вернуть сотни произведений искусства пропавших в годы войны из музеев Царского Села, Гатчины, Павловска и Петергофа, Русского музея, а также документальные материалы и книжные памятники пропавшие в годы войны из государственных архивов и библиотек.

В 2001—2008 годах, являясь ответственным секретарём Межведомственного совета по вопросам культурных ценностей, перемещённых в СССР в результате Второй мировой войны, работал над решением сложных вопросов урегулирования права собственности на культурные ценности, пропавшие в период Второй мировой войны. Руководствуясь нормами международного права и национального законодательства отстаивал интересы Российской Федерации. 
«Анатолий Вилков — человек старой закалки и военной выправки. Немецкие „музейщики“ знают его как несговорчивого партнера по переговорам. Не исключено, что в глубине души он вообще против того, чтобы что-то отдавать. Он, как честный чиновник, всего лишь констатирует: согласно закону и его подзаконным актам у России нет основания не возвращать Балдинскую коллекцию, венгерскую Шарошпатсккую библиотеку, голландскую коллекцию Кёнигса и так далее. А если оснований не возвращать нет, то значит надо вернуть. Помнится, диссиденты в свое время кричали советскому правительству: выполняйте свою же конституцию! Так вот: Вилков требует выполнения существующего закона. Прикажите теперь и его записать в диссиденты?»
Вилков активный сторонник возвращения Русской Православной Церкви принадлежащих ей святынь, реликвий и имущества несправедливо изъятых в период гонений. Когда возник вопрос о месте хранения иконы Пресвятой Богородицы Одигитрии, похищенной из краеведческого музея г. Устюжны Вологодской области и спустя одиннадцать лет возвращённой из Лондона, он предложил передать её в храм Христа Спасителя в Москве.
В январе 2006 года в Патриарших палатах Кремля Президент России Владимир Путин передал Святейшему Патриарху Московскому и всея Руси Алексию II чудотворную Устюженскую икону Божией Матери. Отныне, доступ к этой святыне открыт для всех православных верующих.

## Научная и образовательная деятельность
Академик Российской академии художеств.
Проводя экспертизу фельдмаршальского жезла, выставленного в 2004 году на торги аукционного дома Кристис, Вилков установил, что он был изготовлен для Александра II, который принял воинский чин генерал-фельдмаршала по итогам Русско-турецкой войны 1877—1878 годов.
После его смерти, жезл последовательно принадлежал фельдмаршалам — И. В. Гурко и королю Черногории Николаю I. 3 октября 2018 года Президент РФ Владимир Путин передал фельдмаршальский жезл Александра II в коллекцию Государственного Эрмитажа.
В комментарии к этому исследованию директор Государственного архива РФ, доктор исторических наук С. В. Мироненко отметил:
«В исторической науке редко случаются события, которые с полным основанием можно назвать открытиями. Именно о таком открытии идет речь в исследовании А. И. Вилкова. До его появления в литературе, посвященной жизни и деятельности императора Александра II, никогда не упоминалось о том, что он был генерал-фельдмаршалом. Архивные материалы, подкрепленные музейными экспонатами, убедительно свидетельствуют, что 30 апреля 1878 года Александр II принял предложение своих братьев, великих князей Николая и Михаила, „носить фельдмаршальские знаки на эполетах“, то есть стать, как и они, генерал-фельдмаршалом».
Раскрывая важное значение антикварно-художественного рынка в деле сохранения культурно-исторических ценностей Вилков отмечает:
«Антикварно-художественный рынок, развивающийся в силу своих интересов, главным из которых является извлечение прибыли, тем не менее, является важнейшим фактором сохранения культурных ценностей. Торговец предметами искусства или антиквариата вынужден надежно оберегать найденный им предмет в целях более выгодной его продажи потенциальному клиенту».

Поднимает проблемы морально-нравственной ответственности личности, общества и государства за сохранение культурно-исторического достояния:
«Мы всё больше начинаем сознавать, что сохранение культурного и духовного наследия есть движение общенациональное, когда общество и государство действуют солидарно во имя будущих поколений, наряду с уважением к культурному многообразию других народов».

Вилков — автор термина «максимка» — «нелегальный торговец культурными ценностями, стремящийся любым путем извлечь максимальную выгоду от посредничества при покупке или продаже предметов антиквариата. Имя нарицательное, производное от имени реального персонажа российского антикварного рынка рубежа XX—XXI в.в. Олицетворение профанации и стяжательства».
В 2009—2014 годах вёл преподавательскую деятельность в должности профессора кафедры стран постсоветского зарубежья Российского государственного гуманитарного университета. Разработчик авторского спецкурса для студентов творческих и гуманитарных вузов по изучению проблем правового регулирования оборота, сохранения и защиты культурных ценностей, основанный на правоприменительной практике в Российской Федерации.
Автор нескольких книг, более 200 докладов, статей, учебных пособий и научно-практических публикаций. В том числе:
- Дороги юности. Комсомол в искусстве 1920—1930-х годов. // М. Советский художник. 1988. 148 с. (в соавт. с В. С. Погодиным) — ISBN 5269001667
- Призовые часы в Российской Императорской армии. // М. Collectors Book . 2004. 111 с. — ISBN 1-932525-19-X
- Международные конвенции и национальное законодательство в сфере сохранения и защиты культурных ценностей. Правовые и правоприменительные аспекты. Курс лекций. // М. РГГУ. 2009. 447 с. — ISBN 978-5-7281-1145-0
- Учебно-методический комплекс: Международные конвенции и национальное законодательство в сфере сохранения и защиты культурных ценностей. Правовые и правоприменительные аспекты. // М. РГГУ. 2009. 39 с.
- Очерки культурных ценностей. // М. Русский национальный музей. 2011. 420 с.
- Международный оборот культурных ценностей и актуальные проблемы музейной практики // Журнал «Вопросы музеологии». Выпуск № 1 / 2011. С. 126—132
- Очерки культурных ценностей современной России. // М. Пашков дом. 2012. 496 с. — ISBN 978-5-7510-0533-7
- Правовые основы сохранения и защиты культурных ценностей: Учебное пособие // М. РГГУ. 2013. 421 с. — ISBN 978-5-7281-1485-7
- Правовое регулирование в сфере международного и национального оборота культурных ценностей. Правовые и правоприменительные аспекты. // Научно-практическая конференция: «Искусство и право: тенденции развития и формы интеграции». Москва, РАХ. Март 2015
- Актуальные вопросы международно-правовой защиты культурных ценностей. // Научно-практическая конференция: «Искусство и право». Москва, РАХ. Ноябрь 2016.
- Правовые основы сохранения и защиты культурных ценностей. Учебно-методический комплекс для высших учебных заведений, реализующих образовательные программы в области изобразительного искусства, декоративно-прикладного искусства, скульптуры, архитектуры, театрального искусства и киноискусства, дизайна, фотоискусства и мультимедийных технологий, новейших художественных течений, а также искусствознания. // М. РАХ. 2017

## Реставрационная деятельность
В соавторстве с А. И. Ванаковым и О. В. Кабиным осуществил архитектурно-художественную планировку и реставрацию памятника А. С. Пушкину в Хабаровске — дипломная работа (1971).
Автор проекта памятника на братской могиле пограничников погибших в августе 1945 г. Погранзастава им. И. С. Федько, с. Союзное, Октябрьский район, ЕАО" (1979).
Занимался реставрационной деятельностью в Москве. В составе авторского коллектива участвовал в проектах:
Оформление интерьера ресторана Центрального Дома Актёра на Арбате (1993).
Изготовление и реставрация предметов убранства:
- гостиницы «Метрополь» (1990)
- церкви Всех Святых на Кулишках (1992)
- Российской академии живописи, ваяния и зодчества (1994)
- церкви Иоанна Богослова в Бронной слободе (1995)
- храма Петра и Павла у Яузских ворот (1997)
- храма Вознесения Господня у Никитских ворот (1997)

## Награды и звания
Государственные награды
- Орден «Знак Почёта» (1986) — За большую работу при подготовке и проведении XII Всемирного фестиваля молодёжи и студентов в г. Москве[35].
- Орден Почёта (1999)[36].

Медали
- В память 1500-летия Киева (1984).
- За строительство Байкало-Амурской магистрали (1987).
- 300 лет Российскому флоту (1996).
- В память 850-летия Москвы (1997).
- В память 300-летия Санкт-Петербурга (2003).
- В память 1000-летия Казани (2006).

Почётные звания:
- Заслуженный деятель искусств РФ (2006)[37].
- «Ветеран труда» (2009).

Поощрения и грамоты
- Благодарность Министра культуры Российской Федерации (8 сентября 2003 года) — за содействие возвращению в Российскую Федерацию знамени Лейб-Гвардии Гренадёрского полка[38]
- Благодарность Министра культуры Российской Федерации (8 сентября 2003 года) — в связи с возвращением в Российскую Федерацию утерянной в годы Второй мировой войны картины Ф.Богневского «Портрет Великой княгини Александры Павловны» [39]
- Благодарность Министра культуры Российской Федерации (14 ноября 2003 года) — за большой личный вклад в решение задач по сохранению культурного достояния России, возвращение в Российскую Федерацию культурных ценностей религиозного назначения, незаконно вывезенных в Итальянскую Республику и Соединённые Штаты Америки, и успешное проведение мероприятий по передаче их Русской Православной Церкви[40]
- Благодарность Министра культуры и массовых коммуникаций Российской Федерации (10 ноября 2005 года) — за организацию и успешное проведение IV Всероссийского съезда организаций по охране памятников истории и культуры[41]
- Благодарность Министра культуры и массовых коммуникаций Российской Федерации (19 июля 2006 года) — за  большой личный вклад в возвращение уникальных икон XVI в. «Богоматерь Одигитрия Смоленская» и «Сошествие во ад», похищенных из Устюженского краеведческого музея, и рисунка П.Н.Филонова «Головы», похищенного из Государственного Русского музея[42]
- Почётная грамота Правительства Российской Федерации (19 ноября 2008 года) — За большой вклад в дело становления и развития федеральной государственной системы контроля и надзора в сфере сохранения культурного наследия народов Российской Федерации[43]

Зарубежные награды
- Юбилейная медаль «60 лет Монгольской Народной армии» (1985).

Ведомственные медали и знаки отличия:
- 200 лет МВД России (2002).
- В память 200-летия Минюста России (2002).
- За укрепление боевого содружества (2000).
- 200 лет Министерству обороны (2002).
- За укрепление таможенного содружества (2003).
- 80 лет Госкомспорту России (2003).
- 150 лет учреждения органов охраны памятников истории и культуры (2011).

- Нагрудный знак «За достижения в культуре» (1999).
- Нагрудный знак «За содействие МВД России» (2002).
- Нагрудный знак «Отличник погранвойск КГБ СССР» I и II степени (1979).

Награды Русской Православной Церкви
- Орден преподобного Сергия Радонежского III степени (2003).
- Орден преподобного Андрея Рублева II степени (2006)[44].
- Орден Святого Благоверного Князя Даниила Московского II степени (2008).

Общественные награды
- Орден Карла Фаберже I, II и III степени[45].
- Диплом VII Общероссийского конкурса изданий для высших учебных заведений «Университетская книга-2015» в номинации «Лучшее издание по юридическим наукам» за учебное пособие «Правовые основы сохранения и защиты культурных ценностей». // М. РГГУ, 2013[46].